# 福島県農業総合センター
福島県農業総合センター（ふくしまけんのうぎょうそうごうセンター、英: Fukushima Agricultural Technology Center）は、福島県郡山市にある農業試験場である。

## 概要
福島県における農業関係の公設試験研究機関を再編統合して2006年に設立。技術開発機能を核に、安全・安心な農業を推進する機能、農業教育機能を兼ね備えた農業振興の拠点となっている。東日本大震災とそれに伴う福島第一原子力発電所事故の発生以後は、放射性物質の除去・低減、避難地域等における営農再開・農業再生、耕作地等における塩害等津波被害に対応するための技術等の確立にも重点的に取り組んでいる。
敷地面積約55・6ヘクタールに本館（交流棟・管理研究棟・実験棟）、屋外展示施設、パイプハウス、野外倉庫などが建ち並んでいる。総事業費は約240億円。

## 機能
- 技術開発・企画調整機能
- 地域農業支援機能
- 先進的農業者育成・支援機能
- 食の安全・環境にやさしい農業支援機能
- 県民との交流・情報発信機能

## 沿革
- 1896年（明治29年）：安積郡小原田村（現郡山市小原田）に農事試験場を創設（後の農業試験場）
- 1901年（明治34年）：安達郡高川村（現郡山市熱海町）に種馬飼育場を設置（後の畜産試験場）
- 1914年（大正3年） ：伊達郡梁川町（現伊達市）に原蚕種製造所を設置（後の蚕業試験場）
- 1925年（大正14年）：田村郡片曽根村（現田村市）にたばこ試験場を設置
- 1935年（昭和10年）：信夫郡平野村（現福島市飯坂町平野）に農事試験場信達分場を設置（後の果樹試験場）、西白河郡矢吹町に県立修練農場を設置（後の農業短期大学校）
- 1936年（昭和11年）：郡山市に種鶏場を設置（後の養鶏試験場）
- 1952年（昭和27年）：県内16ヶ所に病害虫防除所を設置
- 1962年（昭和37年）：福島市に肥飼料検査所を設置
- 2006年（平成18年）：農業試験場、果樹試験場、たばこ試験場、畜産試験場、養鶏試験場の試験研究機関と、農業短期大学校、及び病害虫防除所、肥飼料検査所を再編統合し、福島県農業総合センターが発足。
- 2013年（平成25年）：農研機構内（福島市）に福島市駐在を設置。
- 2015年（平成27年）：福島市駐在を廃止し、南相馬市に浜地域農業再生研究センターを設置。畜産研究所養鶏分場（郡山市）を廃止。
- 2016年（平成28年）：畜産研究所（福島市）に養鶏科を設置。

## 組織
- 事務部
- 安全農業推進部
  - 病害虫防除所
- 有機農業推進室
- 企画経営部
- 生産環境部
- 作物園芸部
- 果樹研究所（福島市飯坂町平野）　※旧果樹試験場
- 畜産研究所（福島市荒井）　※旧畜産試験場
  - 畜産研究所 沼尻分場(耶麻郡猪苗代町)
- 会津地域研究所(河沼郡会津坂下町)
- 浜地域研究所(相馬市)
- 浜地域農業再生研究センター(南相馬市)
- 農業短期大学校(西白河郡矢吹町)
  - 農業経営部
  - 研修部

## 交通アクセス
- 東北自動車道本宮インターチェンジから車で7分、 郡山インターチェンジから車で約25分。
- JR東北本線五百川駅から徒歩で約30分